# Kinrossie

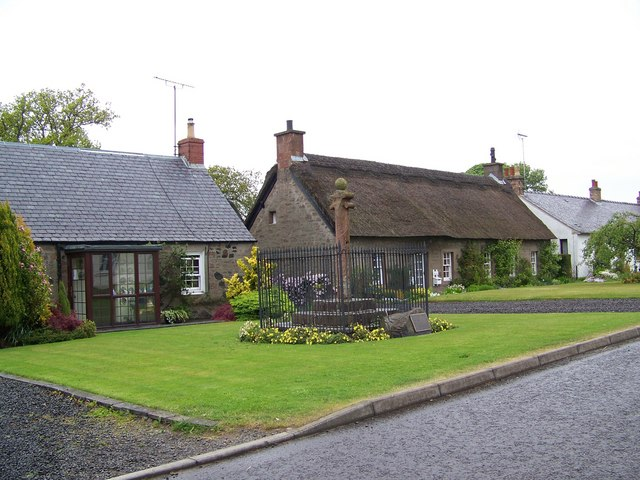
Marktkreuz und Häuser in Kinrossie

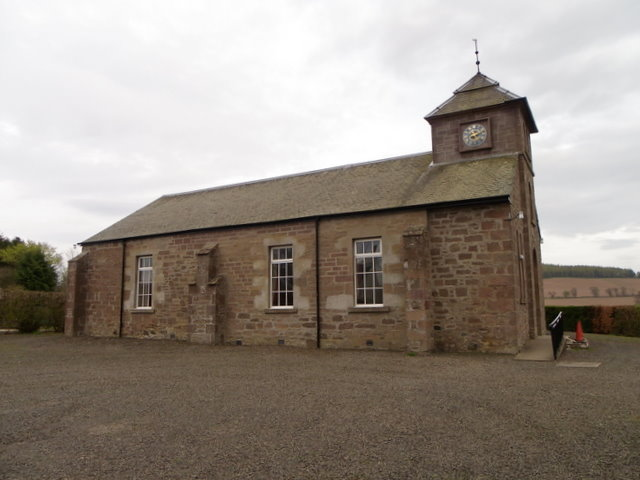
Versammlungshalle von Kinrossie

Kinrossie ist eine Ortschaft, die im Norden von Schottland nordöstlich von Perth in der Council Area Perth and Kinross liegt. Im Rahmen der historischen Gliederung Schottlands in Civil Parishes zählt es zu Collace, das zu Perthshire gehörte.

## Geographie
Kinrossie ist ein Straßendorf, das in einem dünn besiedelten und durch Landwirtschaft geprägten Umland im östlichen Teil des Tales Valley of Strathmore liegt. Nordwestlich des Ortes verläuft die A94, die in diesem Abschnitt Perth mit Coupar Angus verbindet. Kleinere Ortschaften in der Nähe sind Saucher im Norden, Collace im Osten sowie Kirkton of Collace im Südosten.

## Historisch Bedeutsames
In Kinrossie finden sich vier Bauwerke, die als Listed Building in unterschiedlichen Kategorien unter Denkmalschutz stehen. Es sind das Marktkreuz, die ehemalige Kirche und heutige Versammlungshalle Kinrossie Hall, das Doppelhaus The Whigmaleerie sowie die, teilweise ehemals als Schule fungierenden Newhall Cottages.